# Senyoria de Déols
La senyoria de Déols fou una jurisdicció feudal d'Aquitània al sud de la senyoria d'Issoudun, al sud-est de Tours, a l'est de Poitou, al nord del comtat de la Marca i a l'oest de la senyoria de Borbó.
El primer senyor fou Ebbó I el Noble fill de Launus (que vivia el 900) i d'Arsindis. Ebbó va fundar l'abadia de Déols el 21 de setembre del 917 i va morir en batalla a Orleans el 935, contra els magiars. Es va casar amb Rolindis i després amb Hildegarda i fou el pare del successor Raül I el LLarg (+952) pare al seu torn de Raül II el Calb.
Raül II es va casar amb Dadda i va morir el 1012 deixant diversos fills entre els quals el successor Eudes I el Roig (referit als seus cabells rossos panotxa) mort després del 1045, que fou senyor de Déols, d'Issoudun, de Levroux, de la Châtre i d'Argenton (en part); va peregrinar a Jerusalem el 1027 junt amb Guillem IV Tallaferro comte d'Angulema, i es va casar amb una filla d'Emenó, senyor d'Issoudun i d'Adhémauris, deixant tres fills entre els quals el successor a Déols, Raül III el Prudent (+1057), i Eudes, governador a Issoudun (1034-1057) (+ 1060).
Raül III es va casar amb Ada i va tenir per successor al seu fill Raül IV "l'Infant" (+1058) i al morir sense fills va passar al seu germà Raül V Tibald, que va anar a la primera Croada i va morir a Antioquia de l'Orontes el 1099 deixant tres fills dels quals el gram Raül VI el Vell el va succeir i va morir en època desconeguda (entre 1112 i 1141); fou senyor també de Châteauroux, de Levroux, de la Châtre, du Châtelet, de Boussac, de Châteaumeillant, de Saint-Chartier i de Cluis-Dessous; es va casar amb Beatriu de Châteaumeillant. Va deixar tres fills: Raül (VII) mort vers 1136; Eudes (+ vers 1126) i Ebbó II, l'únic successor segur que fou senyor de Déols, de Châteauroux, de Levroux, de la Châtre, d'Argenton (part), de Saint-Chartier, de Cluis-Dessous, de Châteaumeillant i del Châtelet. Va morir el 1160 i estava casat amb Dionisia d'Amboise, filla de Sulpici II senyor d'Amboise. El seu successor fou el fill Raül VII senyor de Déols, de Châteauroux, de Levroux, de la Châtre, d'Argenton (part), de Saint-Chartier, de Cluis-Dessous, del Châtelet i de Meillent, i un altre fill, Eudes, va rebre les senyories de Châteaumeillant i de Boussac.
Raül VII va morir a Ravenna el 27 de novembre de 1176 quan tornava d'un pelegrinatge a Jerusalem. Es va casar amb Adelina de Sully i després amb Inès de Charenton, senyora de Meillent. Només van tenir una filla, Dionísia (+1221) que va heretar la senyoria; fou promesa de Baldui de Reviers, comte (earl) de Devon (fill de Ricard de Devon), i després es va casar el 1189, sota imposició de Ricard Cor de Lleó, amb Andreu I de Chauvigny, senyor de Chauvigny, fidel feudatari anglès, que fou senyor de Déols, de iure uxoris; en terceres núpcies (segurament després de ser repudiada) es va casar amb Guillem I comte de Sancerre (fill del comte Esteve I de Sancerre).
Els Chauvigny van governar la senyoria de Déols i de la Châteauroux amb els seus annexes els següents segles. El 1200, el tractat del Goulet va posar la senyoria sota influència de França (abans anglesa). La senyoria va esdevenir una dependència del comtat de Poitiers el 1241. Al segle xvi el domini va passar als Maillé de la Tour Landry i als d'Aumont fins que fou venut a Enric II de Borbó-Condé pare del Gran Condé.

## Llista de senyors
- Ebbó I el Noble abans de 917-935
- Raül I el LLarg 935-952
- Raül II el Calb 952-1012
- Eudes I el Roig 1012-1045
- Raül III el Prudent 1045-1057
- Raül IV "l'Infant" 1057-1058
- Raül V Tibald 1058-1099
- Raül VI el Vell 1099-1112/1141
- Ebbó II 1141-1160
- Raül VII 1160-1176
- Dionisia 1176-1221
- Andreu I de Chauvigny 1189, consort, inicia la dinastia de Chauvigny.